# 孔塞伊山
67°36′S 67°28′W / 67.600°S 67.467°W
孔塞伊山是南極洲的山峰，位於普爾夸帕島北岸，由英國研究隊繪入地圖，以小說《海底兩萬里》的角色命名，現時由南極條約體系管理。